# Adenocarpus artemisiifolius
Adenocarpus artemisiifolius är en ärtväxtart som beskrevs av Émile Jahandiez och Al. Adenocarpus artemisiifolius ingår i släktet Adenocarpus och familjen ärtväxter. Inga underarter finns listade i Catalogue of Life.